# Bixo da Seda
Bixo da Seda est un groupe brésilien de rock, originaire de Porto Alegre, dans le Rio Grande do Sul, actif entre 1967 et 1980. Le groupe est reconnu pour sa participation à des festivals dans les années qui suivent sa création, et finit par obtenir un contrat d'enregistrement qui lui permet de s'installer à Rio de Janeiro. Après avoir enregistré un album studio, Por Favor, Sucesso, et quelques disques compacts, avec un succès modéré.

## Histoire

### Liverpool
Le groupe est formé en 1967 à Vila do IAPI — un quartier ouvrier de la capitale du Rio Grande do Sul — par Fughetti Luz (chant), Mimi Lessa (guitare solo), Marcos Lessa (guitare basse), Wilmar Ignácio Seade Santana (basse) - connu sous le nom de Peco ou Pepeco, et Edson Espíndola (batterie). Au départ, ils jouent des reprises dans des clubs de Porto Alegre et du reste de l'État, se spécialisant dans les succès du rock anglais de l'époque — comme les Beatles, les Rolling Stones et les Who — comme un groupe de danse typique,. Tout change l'année suivante lorsqu'ils reçoivent une invitation de Carlinhos Hartlieb à défendre leur morceau Por Favor, Sucesso au IIIe Festival Universitário da Música Popular Brasileira à Porto Alegre, qui servait de qualification pour le IVe Festival Internacional da Canção à Rio de Janeiro. Le morceau remporte le festival et, par conséquent, ils gagnent le droit de participer aux qualifications du FIC de cette année-là dans la capitale de Rio de Janeiro. Ils n'atteignent pas la finale, mais obtiennent un contrat avec un petite label discographique de Rio, Equipe,.
C'est ainsi qu'en 1969, ils enregistrent leur premier album, Por Favor, Sucesso. Sur ce disque, ils enregistrent des morceaux de Carlinhos Hartlieb et du duo Hermes Aquino et Laís Marques, ainsi que leurs propres morceaux. L'album est fortement influencé par le mouvement tropicaliste et le rock psychédélique. En plus de l'album studio, un double et un simple CD sont publiés. Cet album sera réédité en dehors du Brésil à partir du siècle suivant, recevant une certaine attention et devenant un petit classique culte, suscitant des comparaisons avec Os Mutantes, L'année suivante, ils sont invités à composer la bande-son du film Marcelo Zona Sul de Xavier de Oliveira, un film sur la jeunesse de Rio de Janeiro dans les années 1960 qui devient un succès auprès du public et de la critique et révèle Stepan Nercessian et Françoise Forton, qui jouent les rôles principaux. En 1971, leur contrat prend fin et ils sortent un album — sous le nom de Liverpool Sound — sur le label Polydor, propriété de Phonogram, avec Hei Menina et Fale, dont la face A connaît un certain succès sur les radios du pays. La même année, ils participent au programme Som Livre Exportação de Rede Globo. En 1972, le groupe se sépare, Fughetti se marie et part passer une saison en Europe, Peco parcourt le pays et les autres retournent à Porto Alegre,.

### Bixo da Seda
Fin 1973, les anciens membres de Liverpool — Fughetti Luz en moins — commencent à se réunir pour relancer le groupe, mais décident de changer le nom en Bixo da Seda sur l'idée du guitariste Zé Vicente Brizola, qui faisait partie du groupe avec le claviériste Cláudio Vera Cruz. À la même époque, Fughetti est retourné à Porto Alegre et crée plusieurs groupes éphémères, tels que Laranja Mecânica, Bobo da Corte et Trilha do Sol. C'est alors que Mimi Lessa le rappelle pour qu'il devienne le chanteur du groupe. En 1975, le groupe s'installe à Rio de Janeiro et commence à donner plusieurs concerts dans cette ville, ainsi qu'à São Paulo et à Belo Horizonte. Lorsqu'ils s'installent à Rio, Peco, Zé Vicente Brizola et Cláudio Vera Cruz quittent le groupe et le claviériste Renato Ladeira, ancien membre du groupe A Bolha de Rio de Janeiro, les rejoint, ainsi que Marcos Lessa à la basse. Avec cette formation, ils enregistrent un album éponyme, Bixo da Seda, publié par le label GEL, par l'intermédiaire du label Continental. L'album est basé sur un style plus proche du rock progressif de Yes, Genesis, King Crimson et Pink Floyd. Au cours des années suivantes, le groupe donne de nombreux concerts dans tout le pays. Cependant, en 1980, le groupe s'arrête en raison de difficultés financières pour rester dans la capitale de Rio de Janeiro,,.

### Retours
Après la séparation du groupe, les membres se réunissent pour des concerts à plusieurs reprises, mais toujours sans la présence de Fughetti Luz, pour des raisons de santé. Ainsi, à partir de 2011, le groupe revient sur scène pour des concerts à plusieurs reprises avec Marcelo Guimarães au chant et Marcelo Truda à la guitare,,,.

## Discographie

### Albums studio
- 1969 : Por Favor, Sucesso (Equipe, Liverpool)
- 1969 : Liverpool (Equipe, Liverpool)
- 1970 : Marcelo Zona Sul (Equipe, Liverpool)
- 1976 : Bixo da Seda (GEL, Continental)

### Participations
- 1976 : Som Tropical (GEL, Continental)
- 1993 : A Música de Porto Alegre - Rock